# Ляров, Александр Андреевич
Александр Андреевич Ляров (наст. фамилия Гиляров; 1839, Сапожок, Рязанская губерния — 1 [14] мая 1914, Санкт-Петербург) — оперный и камерный певец (бас), солист Большого и Мариинского театров.

## Биография
Родился в семье священника. Окончил Рязанскую семинарию, где пел в церковном хоре. С 1862 обучался пению в Санкт-Петербурге.
В 1869 дебютировал в партии Ивана Сусанина («Жизнь за царя» Глинки) на сцене Киевской оперы. В том же году поступил в Санкт-Петербургскую консерваторию, где под руководством К. Эверарди) занимался до 1871 г.
В сезонах 1869—1870 и 1871—1875 выступал на сцене Киевской оперы, в 1878—1887 — в Киеве, Харькове, Одессе, Новочеркасске, Тифлисе, Таганроге и др.
У 1875—1878 — солист Большого театра (Москва), 1888 — Мариинского театра (Петербург).
В 1888 в составе антрепризы В. Любимова гастролировал в Берлине, Лондоне, Ливерпуле, Манчестере, Бирмингеме, Копенгагене. Затем до 1894 выступал на провинциальных сценах и в Петербурге, а позднее эпизодически также пел в концертах.
Обладал редким по красоте и силе голосом густого, мягкого «бархатного» тембра и обширного диапазона, прекрасной вокальной школой, актёрским темпераментом; имел яркую сценическую внешность. Исполнение отличалось задушевностью, тонким чувством стиля. П. Чайковский писал о голосе певца, что он «не имеет себе равного в России», отмечал сценическое мастерство артиста в партии Ивана Сусанина («Жизнь за царя» М. Глинки, в этой партии А. Ляров выступил 238 раз).
В 1894 оставил сцену. В последние годы жизни работал чиновником военного ведомства.

## Избранные партии
- Иван Сусанин («Жизнь за царя» Глинки),
- Мельник («Русалка» Даргомижского),
- Дон Базилио («Севильский цирюльник» Россини),
- Каспар («Волшебный стрелок» К. М. Вебера),
- Мефистофель («Фауст» Ш. Гуно),
- Бертрам («Роберт-Дьявол» Дж. Мейербера),
- Марсель («Гугеноты» Дж. Мейербера) и др.